# Lev Gorodetski
Lev Gorodetski (en russe : Лев Рафаилович Городецкий, né le 2 mai 1947 à Moscou) est un philologue, soviétique et russe, linguiste, spécialisé dans l'étude de la sémantique, professeur d'hébreu et d'araméen, traducteur, rédacteur en chef et éditeur de la série Le Talmud de Babylone en russe, continuateur de l'œuvre de Naoum Pereferkovitch (ru), spécialiste de l'étude de l'œuvre d'Ossip Mandelstam.

## Biographie
Lev Gorodetski naît le 2 mai 1947 à Moscou en Russie.
De 1963 à 1970, il étudie à la faculté de mécanique et mathématiques (ru) de l'Université d'État de Moscou, puis il devient candidat en philologie et doctorant à l'Université d'État des sciences humaines de Russie.
Professeur principal à l'Université d'État des sciences humaines de Russie depuis 1997 et participant au séminaires « Problèmes actuels du judaïsme » au centre de recherche biblique et judaïque de l'université des sciences humaines (РГГУ). Durant les années 2006-2016, il enseigne l'hébreu biblique et l'araméen du Talmud à la même université.
Gorodetski explore les domaines de la sémantique poétique et de la sémantique des textes du Talmud de Babylone. Pendant plusieurs années, il a dirigé un séminaire sur Mandelstam à l'Université d'État des sciences humaines de Russie, publiant plusieurs monographies et articles sur le monde linguistique et les images poétiques de l'univers poétique d'Ossip Mandelstam. Dans ses travaux, il utilise de nouvelles techniques d'analyse de textes. Ainsi, dans l'ouvrage Pouls denoura (ru) chez Mandelstam (2018), Gorodetski donne une analyse détaillée des passages obscurs dans le fameux texte de l'Épigramme contre Staline dirigé contre Staline. L'auteur retrace son analyse à travers l'histoire du Parti socialiste révolutionnaire et la genèse traditionnelle hébraïque de cette attaque-suicide contre un dictateur au faîte de son pouvoir.
En 2004, Lev Gorodetski crée, avec d'autres collaborateurs du centre biblique judaïque de l'université d'État des sciences humaines de Russie, les éditions Targoum (Russie, Moscou). À ce jour, les traducteurs russes et israéliens, sous la direction de Gorodetski, ont publié 14 tomes du Talmud de Babylone en langue russe.
Les sept premiers volumes sont une réimpression du Talmud du début du XXe siècle dans une traduction de Naoum Pereferkovitch (ru) en orthographe russe moderne avec notes et corrections des fautes de frappe. Le huitième tome est une édition révisée du traité Berakhot, que Pereferkovitch a réussi à traduire et à publier avant que la traduction du Talmud ne soit interrompue pendant longtemps. Un groupe de scientifique, sous la direction du rédacteur en chef de la maison d'édition Targoum, a poursuivi le projet de Pereferkovitch.
En 2019, ont été traduits en russe des parties de gémara, les traités Chabbat, Erouvin et Pessahim, et d'autres traités. Dans les nouveaux volumes de la série Le Talmud de Babylone en russe sont également sortis des documents de référence et des ouvrages connus de Naoum Pereferkovitch (ru), comme Le Talmud : son histoire et son contenu et Qu'est-ce que le Kitzur Shulchan Aruch (en) ?.
En plus du Talmud de Babylone, ont été traduits pour la première fois in extenso en russe, sous la direction de Gorodetski, les recommandations sur l'application des prescriptions du judaïsme contenues dans le Kitzur Shulchan Aruch (en), rédigé au milieu du XIXe siècle par le grand rabbin d'Oujhorod Shlomo Ganzfried pour les Ashkénazes. Celles-ci n'étaient disponibles auparavant que pour les étudiants des yechivas. Gorodetski considérait que les traductions et publications de textes religieux juifs étaient indispensables pour surmonter les répulsions mutuelles entre civilisations juives et chrétiennes en créant pour les hôtes une espèce de porte ouverte amicale à la porte d'entrée.

## Ouvrages et traductions
- (ru) Lev Gorodetski, Möbius: géométrie linguistique d'Ossip Mandelstam vs. la civilisation juive (Текст и мир на листе Мёбиуса: языковая геометрия Осипа Мандельштама vs. еврейская цивилизация.), Moscou, Таргум,‎ 2008, 344 p..
- (ru) Lev Goprodetski, La conscience quantique d'Ossip Mandelstam: sémantique et fonctionnement des interférences étrangères (Квантовые смыслы Осипа Мандельштама: семантика взрыва и аппарата иноязычных интерференций. ), Moscou, Таргум,‎ 2012, 416 p.[4].
- (ru) Lev Gorodetski, « « Je suis un homme à deux figures et deux âmes ». « Ode au stylet » comme manifeste de l'image linguistique russe du monce («Двурушник я, с двойной душой». «Грифельная ода» как манифест «ухода» Осипа Мандельштама от русской языковой картины мира) », № 5, Вопросы литературы,‎ 2009, p. 152-166.
- (ru) Lev Gorodetski, « Mandelstam et la langue de la presse soviétique », № 2., Questions de littérature,‎ 2012, p. 433-442.
- (ru) Lev Gorodetski, «  Textes de Mandelstam comparés au discours juif traditionnel », 4, Bulletin de l'université de Perm (Вестник Пермского университета), philologie russe et étrangère,‎ 2010, p. 145-155,[5]
- (ru) Lev Gorodetski, « Russie, Kama, Loreleï...:décryptage des lieux sombres dans Les Stances de Mandelstam », 5, Bulletin de l'université de Perm, philologie russe  et étrangère,‎ 2010, p. 140-145,[6]
- (ru) Gordetski Lev, Pouls di-nu d'Ossip Mandelstam: dernier terroriste, Moscou, Таргум,‎ , 2018., 160 p.
- (ru) Gorodetski L., Gantsfrid C, Kitsour C., Moscou, Таргум,‎ 2006, 592 p.
- (ru) Lev Gorodetski et Naoum Pereferkovitch, Talmud. tome 1 à tome 13: Michna et Tosefta, Goropdetski, 2006-2013